# Mariner 6 i 7
Després de la decebedora visita de la Mariner 4 a Mart, la NASA va creure que aquest primer sobrevol va ser molt incomplet, ja que les fotografies de baixa qualitat que aparentment només mostraven cràters d'impacte, abastaven un petit percentatge de la superfície marciana i la NASA va voler fer un nou intent mentre durava la finestra de 1969.
Les sondes bessones 6 i 7 de la sèrie Mariner eren una versió millorada de les 3 i 4. Es van provar noves tecnologies que després serien utilitzades en successives missions.

## Dades Mariner 6 i 7
- Data de llançament: 24 de febrer de 1969 (Mariner 6), 27 de març de 1969 (Mariner 7) 
- Vector: Atlas-Centaur SLV-3C 
- Massa sonda: 412 kg 
- Alimentació elèctrica: Panells fotovoltaics 800 W (Terra), 449 W (Mart), i bateria de Níquel-Plata: 1,2 kW/h (energia de reserva, utilitzada mentre les naus romanien en l'ombra del planeta projectada pel Sol) 
- Antena: 1 m de diàmetre 
- Propulsió: motor coet d'hidracina 
- Estructura (Bus): octogonal 
- Instruments de navegació: sensor de rastreig dirigit cap a la brillant estrella Canopus, sensors solars, 3 giroscopis.